# Računalniški center Univerze v Mariboru
Sedež ima v stavbi rektorata na Slomškovem trgu 15 v Mariboru.
Univerze v Mariboru je za zagotavljanje enotnega in hitrega razvoja ter uporabe informacijske tehnologije pri vseh svojih članicah in drugih organizacijskih enotah oblikovala osrednjo organizacijsko enoto - Računalniški center Univerze v Mariboru (RCUM), ki že več kot 30 let zagotavlja raziskovalnim, pedagoškim in ostalim delavcem ter študentom dostop do IKT in informacij. Sedež RCUM-a je stavbi rektorata na Slomškovem trgu 15 v Mariboru.
Ta podpora, kot osnovna infrastrukturna dejavnost Univerze v Mariboru na področju informacijske komunikacijske tehnologije, v osnovi obsega zagotavljanje delovanja in razvoj osrednje informacijske infrastrukture in skupnih računalniških storitev za vse članice, inštitute in druge organizacijske enote.
Komunikacija z več kot 30.000 uporabniki (zaposleni, študenti) poteka večinoma preko strokovnih služb članic (IKT koordinatorji, zaposleni v referatih), ki v okviru svoje pristojnosti in odgovornosti rešujejo težave najprej lokalno.
Pomembnejše aktivnosti RCUM-a so:
- dostop do omrežja in njegovih storitev (žični in brezžični dostop, IP naslovni prostor, e-pošta),
- načrtovanje in upravljanje osnovne IT infrastrukture (podatkovni center UM),
- razvoj, vzdrževanje in integracija informacijskih sistemov, ki so na voljo za uspešen študij, pedagoško in raziskovalno delo ter poslovanje strokovnih in drugih služb univerze in njenih članic (AIPS, Moodle, portali...),
- administracija računalniške in komunikacijske opreme za rektorat ter članice brez lastnega IT kadra,
- koordinacija fakultetnih IKT koordinatorjev,
- izvajanje skupnih nabav, dostop do programske opreme in njena distribucija ter
- izobraževanje uporabnikov.

Računalniški center UM zaposluje 18 oseb. Posebna skrb je namenjena rednemu strokovnemu izobraževanju zaposlenih, ki svoje kompetence izkazujejo tudi s pridobljenimi industrijskimi certifikati na različnih področjih dela (CCNP, PRINCE-2). Organizacijsko je razdeljen v dve enoti: 
Center za računalniške sisteme je zadolžen za vzdrževanje in razvoj mrežne, podatkovne in strežniške infrastrukture univerze, obenem pa skrbi za primerno tehnično opremljenost posameznega delovnega mesta, nudi podporo uporabnikom (na omenjenih lokacijah in širše) pri odpravljanju težav s programsko in strojno opremo, skrbi za tehnično nemoten delovni proces ter nudi tehnično podporo ob raznih dogodkih v prostorih rektorata.
Center za informacijski sistem pa je zadolžen za informacijski sistem UM, ki ga sestavljajo različne informacijske rešitve. Večina teh informacijskih rešitev je v uporabi na vseh članicah Univerze v Mariboru, manjši del pa je v uporabi samo na rektoratu. Informacijski sistem UM je vzpostavljen na lastni infrastrukturi UM. Nabor aktivnosti na posamezni informacijski rešitvi je odvisen od tega, ali gre za lasten razvoj, odprtokodno rešitev, za komercialno rešitev zunanjega ponudnika ali za zunanje izvajanje določenih aktivnosti. Aktivnosti se izvajajo v tesnem sodelovanju z naročniki, ključnimi uporabniki in strokovnimi službami na eni strani, ter z zunanjimi izvajalci na drugi strani.

## Storitve RCUM
- Dostopi do storitev in varnost (enotna digitalna identiteta)
- Omrežje in povezljivosti (operativnost univerzitetnega računalniškega omrežja)
- Komunikacija in sodelovanje (uporaba različnih informacijskih rešitev s področja komunikacij)
- Podatkovni center (sistemska administracija za strežnike v celotnem življenjskem ciklu)
- Informacijski sistemi (aktivnosti celotnega življenjskega cikla programske opreme)
- Svetovanje, izobraževanje in podpora (strokovno svetovanje o mnogih vidikih uporabe in zagotavljanja IT storitev na UM)